# 楊深秀

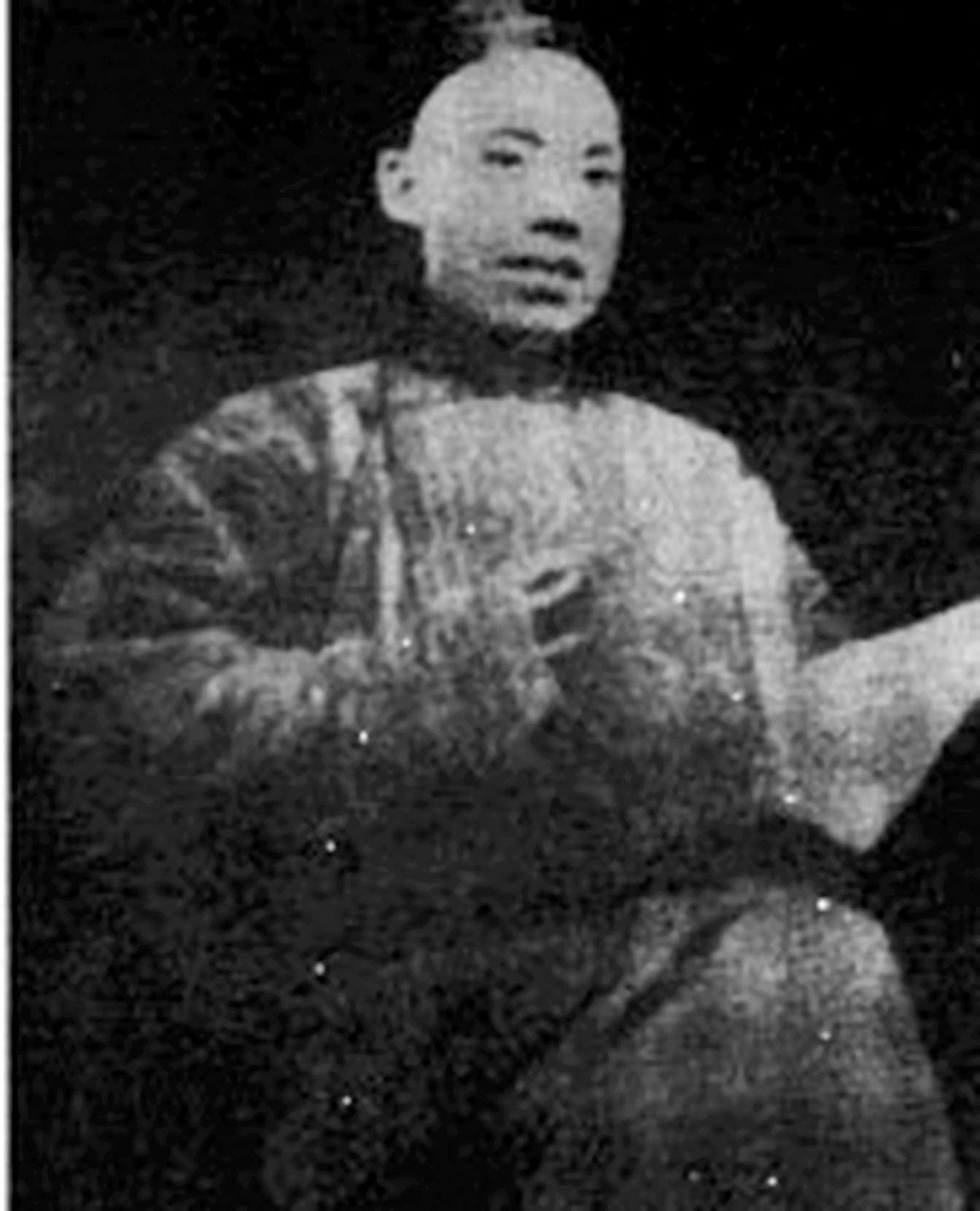
楊深秀

楊 深秀（よう しんしゅう、Yang Shenxiu、1849年 - 1898年）は、清末の変法派の官僚。字は漪邨、号は孴孴子。
山西省聞喜県出身。1882年、張之洞より徳堂の院長に招かれる。1889年、進士となり、刑部主事、郎中、東道監察御史を歴任する。1898年、ロシアが旅順と大連の租借を要求すると、イギリス・日本と同盟して要求を拒否することを上奏し、人々は楊深秀の学識の高さと世界情勢の明るさに感服した。
戊戌の変法の際には、徐致靖とともに八股文の廃止を主張したが、これは礼部尚書許応騤によって阻まれた。また訳書局の設置を上奏し、皇族の外国訪問、留学生の派遣を主張し採用された。さらに一日20人の官僚を面接し、才あるものを登用し才なきものを罷免したため不満を引き起こした。その他改革を実行する者を援助し、湖南巡撫陳宝箴が守旧派から弾劾された時には弁護している。
しかし戊戌の政変で西太后が政権を奪回すると楊深秀は捕えられ、譚嗣同・楊鋭・林旭・劉光第・康広仁とともに斬られた。彼らは戊戌六君子と呼ばれる。